# Jens Christian Christensen (1906-1982)
Jens Chr. Christensen (født 12. november 1906 i Sofiendal ved Aalborg, død 20. juni 1982 i Sdr. Tranders) er et tidligere medlem af Folketinget for partiet Venstre. 
Søn af gårdejer Poul Christensen, Sofiendal (død 1938) og hustru Marie (død 1923). Gift 17. april 1937 i Dall med Korna Frederiksen (født 1912 i Dall, død 1999 i Sdr. Tranders). Datter af gårdejer Frederik Frederiksen, Dall ved Svenstrup J. (død 1967) og hustru Jensine Corfits - Andersen (død 1976).[kilde mangler] Jens Christian Christensen er far til historikeren Birgit Løgstrup.

## Uddannelse
Hasseris kommuneskole, Antvorskov Højskole 1929-1930.

## Faglig karriere
Ejer af Højbogaard, Skalborg, 1936-1947, af Postgården, Sdr. Tranders, 1947-1982.

## Politisk karriere
Formand for Venstres Ungdom, Aalborg, 1934-1938. V.U. i Aalborg amt 1935-1938. Medlem af landsorganisationens hovedbestyrelse 1936, næstformand 1938, formand 1939-1941.
Folketingsmand for Venstre i Skanderborg Amtskreds 1945-1947, i Sæbykredsen i Hjørring Amtskreds 1953-1976.
Sognerådsformand for Sdr. Tranders kommune, Aalborg Amt, 1950-1954.
Medlem af Statens privatbaneudvalg fra 1956, af Overfredningsnævnet 1957-1968, af Kommunallovskommissionen 1958-1967.

## Fagpolitisk karriere
Medlem af bestyrelsen for Aalborg Mælkekompagni 1942-1970, formand 1951-1955, formand for Nordjysk Mejeriselskab fra 1968. Medlem af bestyrelsen for Danske konsummejerier (D.K.F.) 1954, formand 1968-1977. Formand for Aalborg Flødeisfabrik fra 1970. Formand for De danske spritfabrikkers kartoffeldyrkerforening 1968-1973, medlem af De danske spritfabrikkers gårdudvalg 1968-1973.

## Publikation
Jens Chr. Christensen: Under grundloven 1953 i C. Nørrelykke-Christensen og Jens Chr. Christensen: Brydningstider. Træk af Sæbykredsens politiske historie 1848-1963. Hjørring 1964.